# دراج
دُرّاج یا کبکنجی یا پور پرندگانی از زیرتیره کبکیان هستند که از گذشته به‌طور سنتی در سرده دراج‌ها طبقه‌بندی می‌شدند اما اکنون اغلب آن را شامل چند سرده می‌دانند.

## زیستگاه و پراکندگی
دراج در دشتها و علفزارها، در کنار تالابها و در نواحی خشک زندگی می‌کند. این پرنده از قبرس تا هند دیده می‌شود. دراج بومی ایران است، در جنوب شرقی دریای خزر و نیز در سیستان و بلوچستان و هرمزگان تا جنوب استان فارس وجود دارد و بیشتر در مناطقی زندگی می‌کند که درخت گَز می‌روید.

## ویژگی‌ها
درازای بدن دراج در حدود ۳۱ سانتی‌متر و بالهایش گِرد و کوتاه است. رنگ پرنده نر سیاه، فوق سر و پشت گردن قهوه‌ای، پرهای گونه سفید است و خالها و راه‌راه عرضی سفید، به ویژه در پهلوها، و نیم طوق پهن خرمایی رنگ در گردن دارد. پرنده ماده، معمولاً، قهوه‌ای است و روی بدن آن نقشهای نخودی‌رنگ و سیاه دیده می‌شود.

#### رفتار
پرنده نر و ماده با هم دیده می‌شوند؛ خارج از فصلِ جفت‌گیری، گاهی در گله‌های کوچک هم زندگی می‌کنند. این پرنده، بیشتر، خود را مخفی نگه می‌دارد و به‌دشواری پرواز می‌کند. پروازش مستقیم و پر سر و صداست. و میان انبوه گیاهان آشیانه می‌سازد. پرنده ماده ۸ تا ۱۲ تخم می‌گذارد و جوجه‌ها پس از ۱۸ تا ۱۹ روز از تخم بیرون می‌آیند.

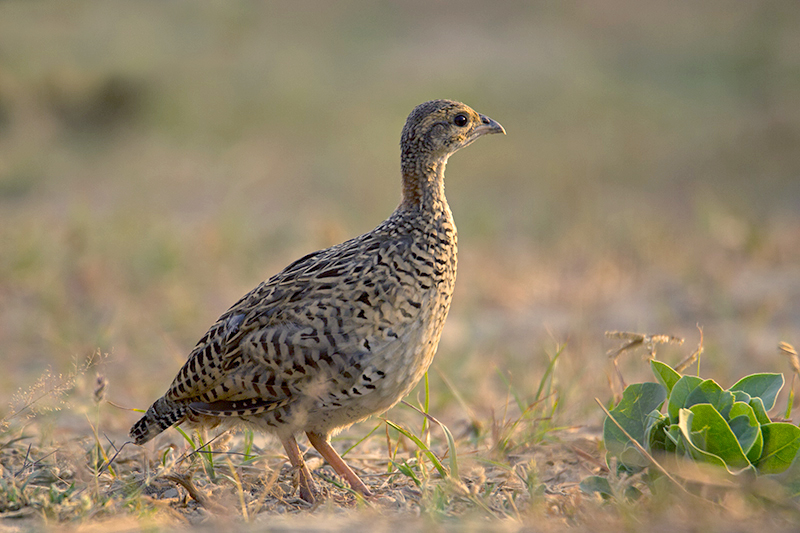
دراج سیاه (ماده)

#### تغذیه
دراج از حشرات و مواد گیاهی تغذیه می‌کند.

## نگرانی‌ها
در گذشته، محل زندگی دراج از شمال اسپانیا تا هند بود، اما اکنون از قبرس تا هند دیده می‌شود و نسل آن در قبرس نیز در آستانه انقراض است.

## سرده‌ها و گونه‌ها
- دراج‌ها:
  - دراج سیاه، Francolinus francolinus
  - دراج رنگین، Francolinus pictus
  - دراج چینی، Francolinus pintadeanus
- جرب (سرده):
  - دراج کاکی، Peliperdix coqui
  - دراج گلوسفید، Peliperdix albogularis
  - دراج اشلگل، Peliperdix schlegelii
  - دراج لتهم، Peliperdix lathami
- کمنزیل‌ها:
  - مرغ جیرفتی، Ortygornis pondicerianus
  - دراج باتلاق، Ortygornis gularis
- دراج کاکلی:
  - دراج کاکلی، Dendroperdix sephaena
- دراج‌های آفریقایی:
  - دراج گردن‌حلقه‌ای، Scleroptila streptophorus
  - دراج فینش، Scleroptila finschi
  - دراج بال‌سرخ، Scleroptila levaillantii
  - دراج بال‌خاکستری، Scleroptila africanus
  - دراج خلنگزار، Scleroptila psilolaemus
  - دراج شلی، Scleroptila shelleyi
  - دراج رود نارنجی، Scleroptila levaillantoides
- دراج‌های کبکی ("Spurfowl"):
  - دراج پولک‌دار، Pternistis squamatus
  - دراج آهانتا، Pternistis ahantensis
  - دراج نوارخاکستری، Pternistis griseostriatus
  - دراج هارتلاب، Pternistis hartlaubi
  - دراج دوسیخک، Pternistis bicalcaratus
  - دراج هوگلین، Pternistis icterorhynchus
  - دراج کلپرتون، Pternistis clappertoni
  - دراج هاروود، Pternistis harwoodi
  - دراج هیلدبراند، Pternistis hildebrandti
  - دراج جکسون، Pternistis jacksoni
  - دراج خوش‌سیما، Pternistis nobilis
  - دراج کوه کامرون، Pternistis camerunensis
  - دراج سویرسترا، Pternistis swierstrai
  - دراج گردن‌بلوطی، Pternistis castaneicollis
  - دراج ارکل، Pternistis erckelii
  - دراج جیبوتی، Pternistis ochropectus
  - دراج نوک‌سرخ، Pternistis adspersus
  - دراج دماغه، Pternistis capensis
  - دراج ناتالی، Pternistis natalensis
  - دراج گردن‌زرد، Pternistis leucoscepus
  - دراج سینه‌خاکستری، Pternistis rufopictus
  - دراج گردن‌سرخ، Pternistis afer
  - دراج سوینسون، Pternistis swainsonii